# Helena Sługocka
Helena Sługocka (nazwisko artystyczne: Helena Korwin-Sługocka; ur. 8 grudnia 1893 r. w Warszawie, zm. 24 grudnia 1978 r. tamże) – śpiewaczka operowa, primadonna Opery warszawskiej, poznańskiej i katowickiej.

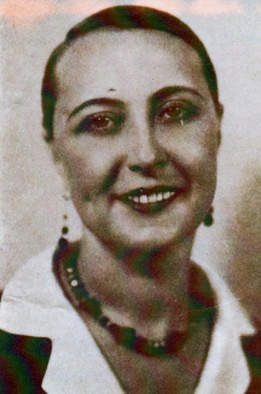
Helena Sługocka

## Życiorys
Studia śpiewu operowego w Konserwatorium Warszawskim 1921–1923 oraz we Włoszech w Mediolanie przy Operze La Scala 1924–1925. Po powrocie do kraju w okresie 1926–1939: primadonna w operze w Katowicach, w Poznaniu i w Warszawie. Liczne koncerty i reczitale w całym kraju w repertuarze kompozytorów polskich i zagranicznych w tym na Zamku Królewskim w Warszawie, na zaproszenia prezydenta Ignacego Mościckiego podczas uroczystości państwowych i przyjęć dyplomatycznych. Występy (recitale) w Polskim Radiu i na cotygodniowych mszach niedzielnych w Kościele Św. Krzyża na Krakowskim Przedmieściu w Warszawie. Członek Związku Artystów Scen Polskich (ZASP) od 1926 r. W 1939 r. wygrała konkurs na śpiewaczkę propagującą muzykę polską za granicą z propozycją występów w Operze Wiedeńskiej. Wskutek wybuchu II WŚ planu tego nie zrealizowała.

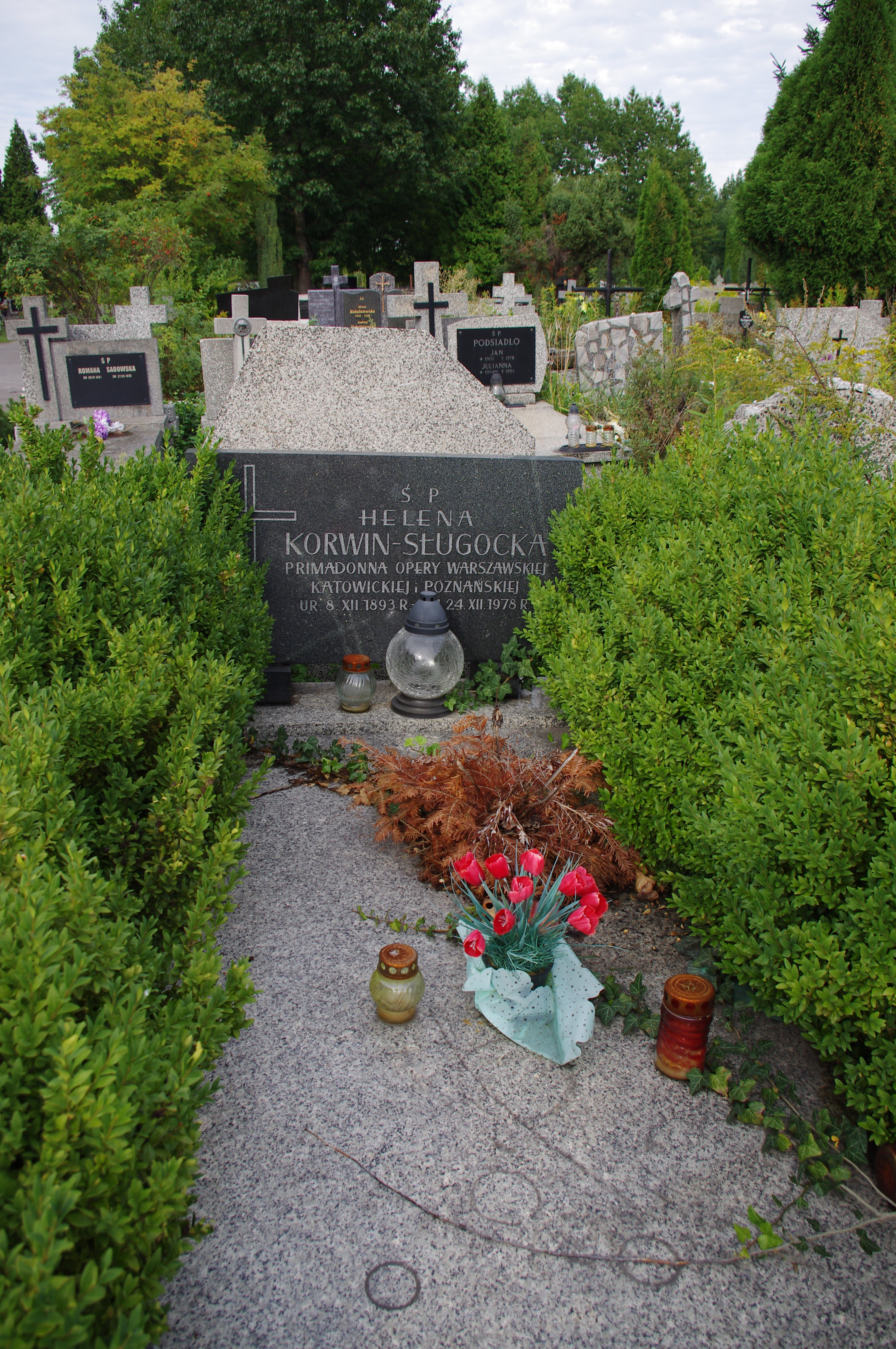
Grób Heleny Korwin-Sługockiej na cmentarzu komunalnym Północnym w Warszawie.

W czasie okupacji niemieckiej nie występowała. Od 1945 r. organizatorka życia kulturalno muzycznego, nauczycielka Szkoły Muzycznej w Krośnie. Założycielka i dyrektorka Szkoły Muzycznej w Słupsku (1946–1948). Od 1948 r. śpiewaczka w Operze Warszawskiej, gdzie była zatrudniona aż do przejścia na emeryturę, podczas której propagowała kulturę muzyczną oraz zorganizowała wraz ze śpiewaczką Adą Sari Zespół Teatru Kukiełkowego „Kukułka”. Jako hobby amatorsko rzeźbiła, czego nauczyła się od swojego męża rzeźbiarza Mariana Sługockiego. Pochowana na cmentarzu komunalnym Północnym w Warszawie.

## Rodzina
Ojciec – Beniamin Hodder (obywatel brytyjski), matka – Aleksandra z domu Merska. Związek małżeński zwarła w 1917 r. z Marianem Sługockim, z którym miała dwóch synów – Ryszarda (ur. 1928 r.) i Wojciecha (ur. 1933 r.)